# General Satellite
GS Group ist der größte russische Entwickler und Hersteller von Empfangsanlagen für Fernsehen.
Ab 1991 führt die GS Group systemeigene Versuchs- und Konstruktionsentwicklungen sowie die Herstellung von Elektronikausrüstung durch. Produktion und Techniklösungen werden bei den Satelliten-Sendeprojekten „NTV-Plus“, „Trikolor TV“, „Platforma HD“ u. a. m. verwendet. Die Gesamtzahl von Abonnenten, die die Empfangstechnik des Unternehmens in der Russischen Föderation benutzen, beläuft sich auf über 7 Millionen Menschen. Ab 2007 gilt General Satellite als Generalinvestor für das komplexe Innovationsprojekt „Territorium der wissenschaftlich-technischen Entwicklung – Technopolis GS“, das in der Stadt Gusew umgesetzt wird.

## Unternehmensgeschichte
Bei der Gründung des Unternehmens 1991 galten Verkauf und Aufstellung von TV-Satellitensystemen als seine wesentlichen Geschäftsfelder. 1994 unterzeichnete General Satellite Verträge mit den Unternehmen Pace Micro Technology (Großbritannien) und Humax (Südkorea) für Exklusiv-Verkäufe der Ausrüstung. Das Unternehmen wurde zu einem der führenden Lieferanten von Ausrüstung für Satelliten-, Kabel- und terrestrisches Fernsehen, darunter auch zu einem einzigen Lieferanten von Antennen von großem Durchmesser. Durch die Mitgestaltung des ersten russischen digitalen Sendeprojektes „NTV-Plus“ 1995–1997 wurde General Satellite zum Hauptdistribuent der Ausrüstung für dessen Programmempfang. 2001 wurde eine strategische Entscheidung über die Prioritätsverschiebung bei der Unternehmenstätigkeit getroffen, sowie über die Entwicklung von wissensintensiven Richtungen und Systemintegration. Außerdem wurde eine wissenschaftliche Produktionsabteilung geschaffen. Der erste Receiver mit eigener Software wurde 2003 entwickelt. Im Februar 2005 wurden Qualität und Weltniveau von Entwicklungen der Firma bei dem Wettbewerb während der siebenten Internationalen Messe CSTB, die in Moskau stattfand, zum ersten Mal ausgezeichnet. Der Digital Sat-Receiver GS FTA-7001S etwa wurde in der Kategorie „Für die beste einheimische (Russland, GUS-Staaten und Baltische Staaten) Entwicklung im Bereich der Verteilungs- und Abonnentenausrüstung für Satelliten- und Kabelfernsehen“ zum Gewinner gewählt. Im November desselben Jahres führte das deutsche Magazin Digital Fernsehen Tests durch, bei denen der Receiver GS TE-7010 als Bester unter preiswerten terrestrischen Receiver abschnitt.
Unter technischer Teilnahme der Körperschaft wurde 2005 ein neues russisches Projekt für Satelliten-TV „Trikolor TV“ gestartet. Auf der internationalen Messe CSTB-2007 wurde der Digital Sat-Receiver GS VA-7200 2007 in der Kategorie „Für die beste Entwicklung“ zum Gewinner gewählt. Angesichts des Entwicklungstempos auf dem Gebiet des Satellitenfernsehens in Russland und der bis 2015 geplanten Umstellung vom terrestrischen auf digitales Sendeformat wurde 2007 die Entscheidung über den Bau eines Werkes für Digital Receiver in der Stadt Gusew der Region Kaliningrad getroffen. 2008 wurde dann eine langfristige Strategie zur Umsetzung des Investitionsprojektes „Territorium der wissenschaftlich-technischen Entwicklung Technopolis Gusew“ entwickelt. General Satellite hat am 2. Februar 2010 die erste Sendung in 3D in Russland und Osteuropa verkündet. Am 15. April sendete das Unternehmen die erste Live-Übertragung im 3D-Format in Russland (Galakonzert des Mariinsky Theaters). Am 21. Mai fand die europäische Premiere für den Satellitenkanal mit dem Raumbild 3DV in London statt.

## Geschäftsfelder

### Entwicklung und Produktion von Digitalreceivern aller Typen sowie Software für sie
General Satellite führt eigene Entwicklungsarbeit im Bereich der Systemlösungen für Satelliten-TV durch: von der Software und Motherboard-Produktion bis zum digitalen Inhalt und Netzaufbau.
Die Abteilung für perspektivische Entwicklungen wurde 2002 gegründet. Unter den Entwicklungen – Hardware-Plattform, basiert auf STi5518-Chip, Software für alle Typen von Receivern, Empfangsanlage für den Satelliten-Betreiber „NTV-Plus“ mit dem integrierten Zugangsberechtigungssystem Viaccess sowie einige Modelle von Satelliten-Receivern und terrestrischen Abonnenten-Receivern für TV. Zurzeit führt die Abteilung den gesamten Entwicklungszyklus aus. Die Anzahl von Ingenieurbestand – ca. 250 Menschen.
Genetal Satellite führt Entwicklungsarbeiten in folgenden Gebieten durch:
- Satellitenreceiver
- Kabelreceiver
- Terrestrische Receiver
- IP-Receiver
- spezielle Middleware-Lösungen wie, zum Beispiel, EPG-Generatoren (Electronic Programm Guide), Systeme des bedingten Zugangs
- 3D-Sendung.

### Entwicklung von Middleware-Systemen für Betreiber-Funktionssteuerung
Die Einführung von Middleware-Software-Systemen für Betreiber-Funktionssteuerung (PASU) wurde zur Norm bei der Digitalisierung weltweit: ohne sie ist es unmöglich, den ganzen Umfang von zur Verfügung gestellten Möglichkeiten bei der Umstellung von dem terrestrischen auf digitales Sendeformat auszunutzen.
PASU-Entwicklungen von General Satellite, das einzige System der russischen Entwicklung, das 2007 integriert und auf Millionen Zuschauern des führenden Betreibers des Satelliten-Fernsehverbreitung „Trikolor TV“ (über 7 Mio. Abonnenten) getestet wurde.

### Teilnahme als Systemintegrator an digitalen Sendeprojekten

#### Umstellung der RF auf digitales Sendeformat
Laut dem Nationalen Programm für die Umstellung auf digitale Sendung muss das russische Fernsehen bis 2015 auf digitales Sendeformat umgestellt werden (Quelle: Föderales Zielprogramm „Entwicklung der digitalen Fernseh- und Radiosendung in der RF für die Jahre 2009-2015“) Der Staat hat vor, ein Sendesystem für digitales TV zu schaffen, darunter auch die Übertragung von einer Reihe der kostenlosen staatlichen Sender sicherzustellen. Nach Experten-Einschätzungen beträgt die Anzahl von Haushalten und Einrichtungen in Russland, die bis zu 2015 mit Receivern oder neuen Fernsehgeräten versorgt werden müssen, ca. 50 Mio. St. Die Unternehmen der Körperschaft sind derzeit imstande, bis zu 5 Mio. Abonnenten-Receiver pro Jahr zu produzieren mit einer möglichen Kapazitätsausdehnung um das Doppelte.
- Produktionslösungen:
  - Receiver-Modell GS ТЕ-8511 – empfängt offene und verschlüsselte TV- und Radiosender. Gebaut auf der TV-Elementebasis von Standard-Auflösung, unterstützt den in Russland eingeführten MPEG-Standard MPEG-4.
  - Receiver-Modell HD-9510 – Digital Receiver für den Signalempfang von dem terrestrischen High-Definition TV (HDTV). Das Vorhandensein der PVR-Funktion lässt die Fernsehsendungen auf USB-Massenspeicher aufnehmen und weiter sie mit Hilfe von Personal Video Recorder durchsehen. Unterstützt den Empfang von offenen (Freier Empfang) Sendern. Ins Modell wurde das Zugangsberechtigungssystem PRO Crypt integriert. Dekodierung von Digital-Sound Dolby Digital.

#### Umsetzung des eigenen 3D-Projektes
- 2. Februar 2010 – Anfang bei der ersten digitalen Satellitensendung in 3D auf dem Territorium Russlands und Osteuropas. Für Abonnenten des Satellitenbetreibers „Platforma HD“ wurde der Zugang zum ersten 3D-Kanal auf dem Territorium Russlands und Osteuropas erlaubt. Die Präsentierung des Kanals fand im Rahmen der Fachmesse für Funk- und Fernsehübertragungstechnik CSTB-2010 in Moskau statt.
- Am 15. April 2010 fand erste in der Welt Live-Übertragung einer Ballettaufführung von Mariinsky Theater im 3D-Format statt. Die Körperschaft General Satellite hat erste in der Welt Live-Übertragung einer Ballettaufführung im 3D-Format direkt aus dem Konzertsaal des Mariinsky Theaters durchgeführt. Die Zuschauer in Russland und Europa konnten sich erstmals seit Bestehen von TV das räumliche Bild des Balletts ansehen. Unter den technischen Partnern der Übertragung waren: Eutelsat, führender europäischer Satelliten-Betreiber, Samsung Electronics, ein Weltführer im Bereich digitaler Multimedia-Technologien, Platforma HD, russischer Betreiber von System des Gebührenfernsehens im High-Definition-Format (HDTV). Übertragungspunkte wurden in Sankt Petersburg, Moskau und Paris eingerichtet.[3]
- 19. Mai 2010, London, Großbritannien. Weltpremiere für den Sender «3 DV». Die Körperschaft General Satellite und Walerij Gergijew haben ein gemeinsames 3D-Projekt auf der Pressekonferenz Barbican Centre, London präsentiert. Die Körperschaft General Satellite hat den Start des eigenen europäischen 3D-Fernsehkanals «3DV» verkündet, der mit vielfältigem Inhalt gefüllt wird, der unter anderem der Kultur- und Reisewelt gewidmet wird. Die Aufführungen des Mariinsky Theater werden einen wesentlichen Teil von der Programmfüllung des Fernsehsenders betragen. Während der Präsentierung vor der Pressekonferenz wurden Auszüge aus dem Galakonzert des Mariinsky Theaters und Ballett „Geselle“ in der Inszenierung von Mariinsky Theater im 3D-Format präsentiert.[4]
- 17-19. Juni 2010. Während der Arbeit des Petersburger Internationalen Wirtschaftsforums wurde der Messestand des Ausschusses für Modernisierung und technologische Entwicklung der Wirtschaft Russlands von dem Präsidenten der RF D.A. Medwedew besucht, wo ihm die Entwicklungen der Körperschaft im Gebiet 3D-TV, unter anderem der erste 3D-Kanal in Russland «3DV» präsentiert wurden.

## Partner
„Trikolor TV“, der größte Betreiber von Satellitenfernsehen in Russland nach der Zahl der Abonnenten und der wachstumsstärkste Betreiber von Satellitenfernsehen in der Welt (Quelle). Anfang August 2010 belief sich seine Benutzer-Zahl auf über 6,5 Mio. Familien, d. h. ca. 80 % der Gesamtzahl der russischen Benutzer des digitalen Fernsehens. Auf Grundlage von PASU, einer Entwicklung von General Satellite, werden der Anschluss und die Bedienung von „Trikolor-TV“-Abonnenten gemacht. Darunter auch von der Körperschaft General Satellite – des Entwicklers und Herstellers von Abonnenten-Receivern für jeweiliges Projekt.
„NTV-Plus“, der zweitgrößte Betreiber von Satellitenfernsehen in Russland nach dem Umfang. Die Körperschaft General Satellite produziert digitale TV-Receiver, die zum Durchsehen der „NTV-Plus“ – Programme offiziell empfohlen sind.
„Platforma HD“, russisches Sendeprojekt für TV-Senderpalette von verschiedenen Themen im High-Definition-Format. Die Senderpalette von Platforma HD wird über den Satelliten auf das europäische Territorium Russlands übertragen und von führenden Betreibern in Kabelnetzen weitergegeben.

## Sponsorenschaft und Mäzenatentum
General Satellite engagiert sich in der Organisation und Unterstützung verschiedener Projekte im Bereich der Zeitgenössischen Kunst. Dazu kann der Preis im Bereich der Hochtechnologien, Durchführung von verschiedenen  Ausstellungen und Aktionen, die unter anderem mit der Einführung von Hi-Tech in Kulturbranche verbunden sind, gezählt werden. Das Unternehmen gilt als „früherer“ Partner und Teilnehmer von Internationaler Kunstmesse „Art Moscow“.

## Pirateriekampf
Das russische Unternehmen General Satellite vertritt eine aktive Position im Kampf gegen Piraterie. Das Unternehmen, das sich mit der Produktion von TV-Sat-Receivern beschäftigt, gilt derzeit als assoziiertes Mitglied der Assoziation zum Schutz der verschlüsselten audiovisuellen Produkten und Dienstleistungen (AEROS). Nach den Angaben von General Satellite gehören bis 25 % der Sat-Receiver in Russland – zu den Piratenprodukten.
Als Kernproblem der Piraterie betrachten die Vertreter von General Satellite nicht der Inhalt selbst, sondern Verfahren zu seinem Zugang und sind der Meinung, dass mit dem Wachstum des Anteils von Gebührenfernsehen die Zahl solcher Piratenprodukte nur zunehmen wird.